# Arrondissement Langon
Das Arrondissement Langon ist ein Verwaltungsbezirk im französischen Département Gironde in der Region Nouvelle-Aquitaine. Es besteht aus 15 Kantonen und 195 Gemeinden. Hauptort (Sitz der Unterpräfektur) ist Langon.

## Geschichte
Am 4. März 1790 wurde mit der Gründung des Départements Gironde auch ein District de Bazas gegründet, der allerdings kleiner als das jetzige Arrondissement Langon war. Am 17. Februar 1800 wurde daraus das Arrondissement Bazas gegründet.
Am 10. September 1926 wurde daraus das Arrondissement Langon, das Gebiet des aufgelösten Arrondissements La Réole kam hinzu.
Im Rahmen einer Verwaltungsreform wechselten die Kantone Cadillac und Podensac am 1. Mai 2006 vom Arrondissement Bordeaux zum Arrondissement Langon.

## Geografie
Das Arrondissement grenzt im Norden an das Arrondissement Libourne, im Osten an die Arrondissements Marmande und Nérac im Département Lot-et-Garonne, im Süden an das Arrondissement Mont-de-Marsan im Département Landes und im Westen an die Arrondissements Arcachon und Arrondissement Bordeaux.
Im Arrondissement gibt es vier Kantone:
- L’Entre-deux-Mers (mit 51 von 57 Gemeinden)
- Le Réolais et Les Bastides (mit 76 von 90 Gemeinden)
- Le Sud-Gironde
- Les Landes des Graves (mit 20 von 25 Gemeinden)

## Gemeinden
Die Gemeinden (INSEE-Code in Klammern) des Arrondissements Langon sind:
| 1. Aillas (33002)                     | 2. Arbanats (33007)                        | 3. Aubiac (33017)                      | 4. Auriolles (33020)                  |
| 5. Auros (33021)                      | 6. Bagas (33024)                           | 7. Baigneaux (33025)                   | 8. Balizac (33026)                    |
| 9. Barie (33027)                      | 10. Barsac (33030)                         | 11. Bassanne (33031)                   | 12. Bazas (33036)                     |
| 13. Béguey (33040)                    | 14. Bellebat (33043)                       | 15. Bellefond (33044)                  | 16. Bernos-Beaulac (33046)            |
| 17. Berthez (33048)                   | 18. Bieujac (33050)                        | 19. Birac (33053)                      | 20. Blaignac (33054)                  |
| 21. Blasimon (33057)                  | 22. Bommes (33060)                         | 23. Bourdelles (33066)                 | 24. Bourideys (33068)                 |
| 25. Brannens (33072)                  | 26. Brouqueyran (33074)                    | 27. Budos (33076)                      | 28. Cadillac (33081)                  |
| 29. Camiran (33087)                   | 30. Capian (33093)                         | 31. Captieux (33095)                   | 32. Cardan (33098)                    |
| 33. Casseuil (33102)                  | 34. Castelmoron-d’Albret (33103)           | 35. Castelviel (33105)                 | 36. Castets et Castillon (33106)      |
| 37. Caudrot (33111)                   | 38. Caumont (33112)                        | 39. Cauvignac (33113)                  | 40. Cazalis (33115)                   |
| 41. Cazats (33116)                    | 42. Cazaugitat (33117)                     | 43. Cérons (33120)                     | 44. Cessac (33121)                    |
| 45. Cleyrac (33129)                   | 46. Coimères (33130)                       | 47. Coirac (33131)                     | 48. Courpiac (33135)                  |
| 49. Cours-de-Monségur (33136)         | 50. Cours-les-Bains (33137)                | 51. Coutures (33139)                   | 52. Cudos (33144)                     |
| 53. Daubèze (33149)                   | 54. Dieulivol (33150)                      | 55. Donzac (33152)                     | 56. Escaudes (33155)                  |
| 57. Escoussans (33156)                | 58. Faleyras (33163)                       | 59. Fargues (33164)                    | 60. Floudès (33169)                   |
| 61. Fontet (33170)                    | 62. Fossès-et-Baleyssac (33171)            | 63. Frontenac (33175)                  | 64. Gabarnac (33176)                  |
| 65. Gajac (33178)                     | 66. Gans (33180)                           | 67. Gironde-sur-Dropt (33187)          | 68. Giscos (33188)                    |
| 69. Gornac (33189)                    | 70. Goualade (33190)                       | 71. Grignols (33195)                   | 72. Guillos (33197)                   |
| 73. Hostens (33202)                   | 74. Hure (33204)                           | 75. Illats (33205)                     | 76. La Réole (33352)                  |
| 77. Labescau (33212)                  | 78. Ladaux (33215)                         | 79. Lados (33216)                      | 80. Lamothe-Landerron (33221)         |
| 81. Landerrouat (33223)               | 82. Landerrouet-sur-Ségur (33224)          | 83. Landiras (33225)                   | 84. Langoiran (33226)                 |
| 85. Langon (33227)                    | 86. Laroque (33231)                        | 87. Lartigue (33232)                   | 88. Lavazan (33235)                   |
| 89. Le Nizan (33305)                  | 90. Le Pian-sur-Garonne (33323)            | 91. Le Puy (33345)                     | 92. Le Tuzan (33536)                  |
| 93. Léogeats (33237)                  | 94. Lerm-et-Musset (33239)                 | 95. Les Esseintes (33158)              | 96. Lestiac-sur-Garonne (33241)       |
| 97. Lignan-de-Bazas (33244)           | 98. Listrac-de-Durèze (33247)              | 99. Loubens (33250)                    | 100. Louchats (33251)                 |
| 101. Loupiac (33253)                  | 102. Loupiac-de-la-Réole (33254)           | 103. Lucmau (33255)                    | 104. Lugasson (33258)                 |
| 105. Marimbault (33270)               | 106. Marions (33271)                       | 107. Martres (33275)                   | 108. Masseilles (33276)               |
| 109. Massugas (33277)                 | 110. Mauriac (33278)                       | 111. Mazères (33279)                   | 112. Mérignas (33282)                 |
| 113. Mesterrieux (33283)              | 114. Mongauzy (33287)                      | 115. Monprimblanc (33288)              | 116. Monségur (33289)                 |
| 117. Montagoudin (33291)              | 118. Montignac (33292)                     | 119. Morizès (33294)                   | 120. Mourens (33299)                  |
| 121. Neuffons (33304)                 | 122. Noaillac (33306)                      | 123. Noaillan (33307)                  | 124. Omet (33308)                     |
| 125. Origne (33310)                   | 126. Paillet (33311)                       | 127. Pellegrue (33316)                 | 128. Podensac (33327)                 |
| 129. Pompéjac (33329)                 | 130. Pondaurat (33331)                     | 131. Porte-de-Benauge (33008)          | 132. Portets (33334)                  |
| 133. Préchac (33336)                  | 134. Preignac (33337)                      | 135. Pujols-sur-Ciron (33343)          | 136. Puybarban (33346)                |
| 137. Rimons (33353)                   | 138. Rions (33355)                         | 139. Roaillan (33357)                  | 140. Romagne (33358)                  |
| 141. Roquebrune (33359)               | 142. Ruch (33361)                          | 143. Saint-André-du-Bois (33367)       | 144. Saint-Antoine-du-Queyret (33372) |
| 145. Saint-Brice (33379)              | 146. Saint-Côme (33391)                    | 147. Sainte-Croix-du-Mont (33392)      | 148. Sainte-Foy-la-Longue (33403)     |
| 149. Sainte-Gemme (33404)             | 150. Saint-Exupéry (33398)                 | 151. Saint-Félix-de-Foncaude (33399)   | 152. Saint-Ferme (33400)              |
| 153. Saint-Germain-de-Grave (33411)   | 154. Saint-Hilaire-de-la-Noaille (33418)   | 155. Saint-Hilaire-du-Bois (33419)     | 156. Saint-Laurent-du-Bois (33427)    |
| 157. Saint-Laurent-du-Plan (33428)    | 158. Saint-Léger-de-Balson (33429)         | 159. Saint-Loubert (33432)             | 160. Saint-Macaire (33435)            |
| 161. Saint-Maixant (33438)            | 162. Saint-Martial (33440)                 | 163. Saint-Martin-de-Lerm (33443)      | 164. Saint-Martin-de-Sescas (33444)   |
| 165. Saint-Martin-du-Puy (33446)      | 166. Saint-Michel-de-Castelnau (33450)     | 167. Saint-Michel-de-Lapujade (33453)  | 168. Saint-Michel-de-Rieufret (33452) |
| 169. Saint-Pardon-de-Conques (33457)  | 170. Saint-Pierre-d’Aurillac (33463)       | 171. Saint-Pierre-de-Bat (33464)       | 172. Saint-Pierre-de-Mons (33465)     |
| 173. Saint-Sève (33479)               | 174. Saint-Sulpice-de-Guilleragues (33481) | 175. Saint-Sulpice-de-Pommiers (33482) | 176. Saint-Symphorien (33484)         |
| 177. Saint-Vivien-de-Monségur (33491) | 178. Sauternes (33504)                     | 179. Sauveterre-de-Guyenne (33506)     | 180. Sauviac (33507)                  |
| 181. Savignac (33508)                 | 182. Semens (33510)                        | 183. Sendets (33511)                   | 184. Sigalens (33512)                 |
| 185. Sillas (33513)                   | 186. Soulignac (33515)                     | 187. Soussac (33516)                   | 188. Taillecavat (33520)              |
| 189. Targon (33523)                   | 190. Toulenne (33533)                      | 191. Uzeste (33537)                    | 192. Verdelais (33543)                |
| 193. Villandraut (33547)              | 194. Villenave-de-Rions (33549)            | 195. Virelade (33552)                  |                                       |

## Ehemalige Gemeinden seit der landesweiten Neuordnung der Arrondissements
- Bis 2024: Saint-Genis-du-Bois
- Bis 2018: Arbis, Cantois
- Bis 2016: Castillon-de-Castets, Castets-en-Dorthe